# Sorbs
Sorbs település Franciaországban, Hérault megyében. Lakosainak száma 39 fő (2022. január 1.). Sorbs Campestre-et-Luc, Vissec, Le Cros és Saint-Michel községekkel határos.

## Népesség
A település népessége az elmúlt években az alábbi módon változott:
| Lakosok száma | 46   | 39   | 39   | 32   | 36   | 35   | 35   | 38   | 39   | 39   |
|               | 1968 | 1982 | 1990 | 2006 | 2013 | 2015 | 2017 | 2019 | 2020 | 2022 |